# Sigismund Frans van Tirol
Sigismund Frans van Tirol (Innsbruck, 28 november 1630 – aldaar, 25 juni 1665) was van 1646 tot 1665 bisschop van Augsburg, van 1653 tot 1665 bisschop van Gurk, van 1659 tot 1665 bisschop van Trente en van 1662 tot aan zijn dood aartshertog van Voor-Oostenrijk en Tirol. Hij behoorde tot het huis Habsburg.

## Levensloop
Sigismund Frans was de tweede zoon van aartshertog Leopold V van Tirol uit diens huwelijk met Claudia de' Medici, dochter van Ferdinando I de' Medici, groothertog van Toscane, en een neef van keizer Ferdinand II van het Heilige Roomse Rijk.
Hoewel hij nooit een priester- of bisschopswijding had ontvangen, werd hij in 1646 bisschop van Augsburg, in 1653 bisschop van Gurk en in 1659 bisschop van Trente, waardoor hij rijkelijk voorzien werd van kerkelijke prebenden. Nadat zijn broer Ferdinand Karel in 1662 zonder nakomelingen was overleden, werd hij zeer tegen de zin van keizer Leopold I aartshertog van Voor-Oostenrijk en Tirol. In 1663 werd hij op de Landdag in Innsbruck ingehuldigd als vorst van Tirol.
Zijn vaardigheden en capaciteiten maakten van hem een veel betere landsvorst dan zijn broer Ferdinand Karel. In Innsbruck werden vooral zijn bedachtzame aard, zijn interesse in het welzijn van het volk en zijn besparingen in de hofhouding als zeer positief ervaren. In het voorjaar van 1665 nam Sigismund Frans ontslag uit al zijn kerkelijke ambten en bisschoppelijke functies, omdat hij besloten had om in het huwelijk te treden.
Eerst vroeg hij de hand van Hedwig van Hessen-Darmstadt, maar dit huwelijk kwam om confessionele redenen nooit van de grond. Op 3 juni 1665 trouwde hij met de handschoen Hedwig van Palts-Sulzbach, dochter van vorst Christiaan August van Palts-Sulzbach, maar het daadwerkelijke huwelijk haalde Sigismund Frans niet meer, aangezien hij op 25 juni 1665 onverwacht overleed. Met zijn dood stierf de Tiroolse linie van het huis Habsburg uit. Keizer Leopold I nam onmiddellijk zijn bezittingen in beslag.
Sigismund Frans werd bijgezet in de Jezuïetenkerk van Innsbruck. 
- Bibliothèque nationale de France: cb16297364z (data)
- Gemeinsame Normdatei: 117654108
- International Standard Name Identifier: 0000 0000 5337 5966
- Library of Congress Control Number: nr2001020608
- Système universitaire de documentation: 171130502
- Union List of Artist Names: 500353964
- Virtual International Authority File: 62331978
- WorldCat: E39PBJB8r8qhWkmdtXKbR6Pmh3